# 瑪蒂達 II
瑪蒂爾達Mk.II步兵坦克（A12）（Infantry Tank Matilda II , A12 Matilda II Infantry Tank）乃英國於第二次世界大戰期間所生產之步兵戰車。

## 開發及設計

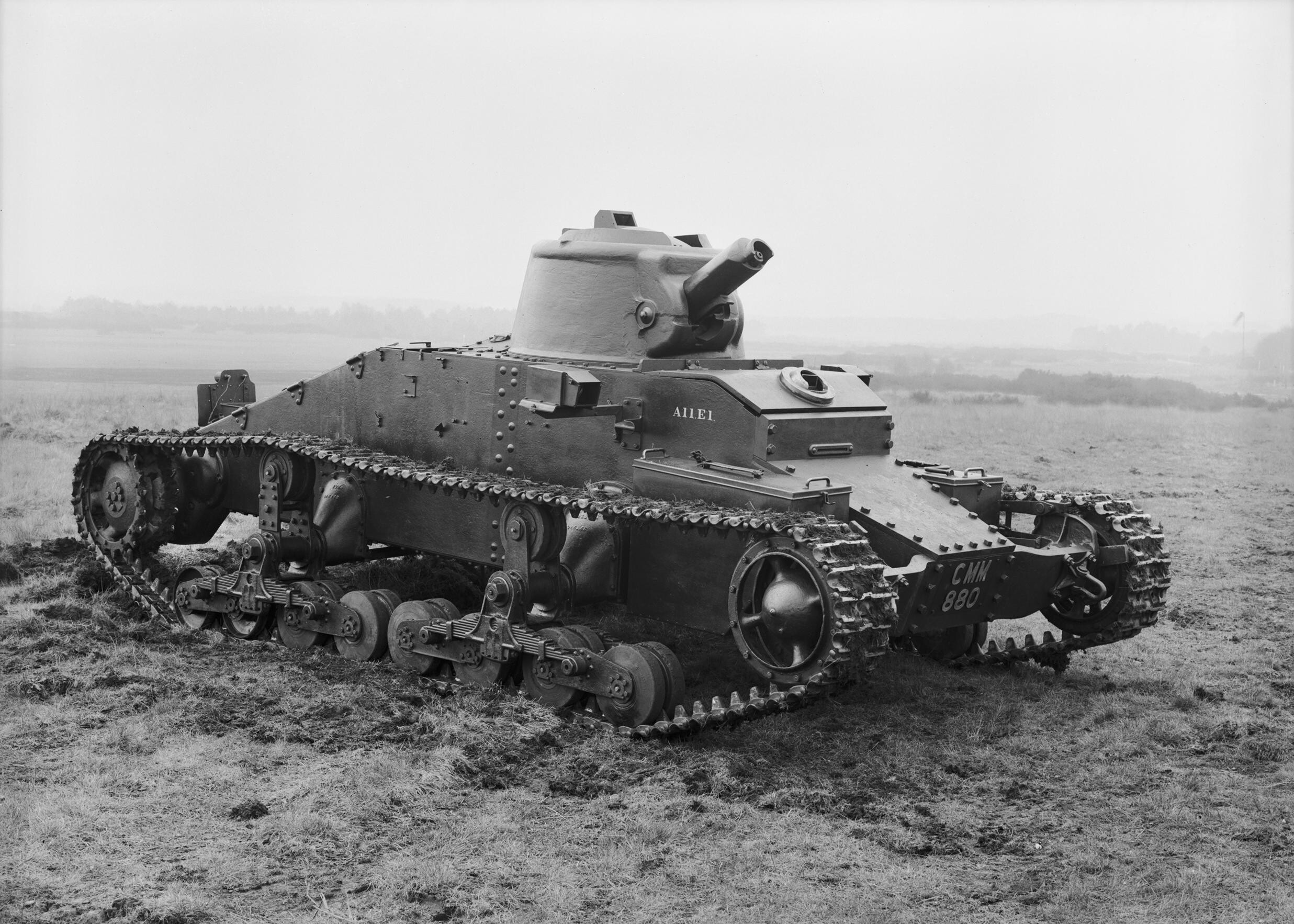
瑪蒂達 I

A11瑪蒂達一型坦克，是一款專門設計來支援步兵作戰的步兵坦克。但其薄弱到可笑的武裝（僅機槍一挺）及其緩慢不堪的速度（公路時速12－13公里），使其實戰應用面臨非常多的限制。
英國陸軍部意識到這個問題，所以在瑪蒂達一型坦克仍在開發時，就決定要擁有一款更好的步兵坦克。瑪蒂達一型坦克無論如何改造都無法滿足軍方需求，所以只好設計一款新型坦克，那就是瑪蒂達二型坦克。
瑪蒂達二型坦克的設計任務交予Woolwich兵工廠負責。基礎設計包括裝有機槍一挺及一門火炮的可轉動炮塔，以及用兩部現成的商業用引擎來提供動力。其中，坦克的炮塔計劃採用鑄造的生產方式，以確保良好的裝甲防禦。
1937年，承接生產的工廠造出一輛木製的模型車。1938年開始原型車的測試。軍方需求孔急，加上對其設計十分滿意，所以很快就簽下大額訂單。為此，其他工廠後來也加入了生產，且對原設計進行部份修改以便生產。在1943年8月停產時，各型號共產2987輛。
瑪蒂達二型坦克共分為三個主要區域。前方為駕駛艙。駕駛員坐在車身中線上，其前方的裝甲上開有窺視孔及潛望鏡。
駕駛艙後為戰鬥艙。瑪蒂達二型坦克採用作戰效率高的三人炮塔，不過空間有限。右側為裝填手，炮手及車長在左側。車長只能靠圓頂塔中的單管潛望鏡對外觀察，視野不甚良好。
引擎及變速器位於車身後方，各型號的引擎艙分別不大。

## 作戰紀錄

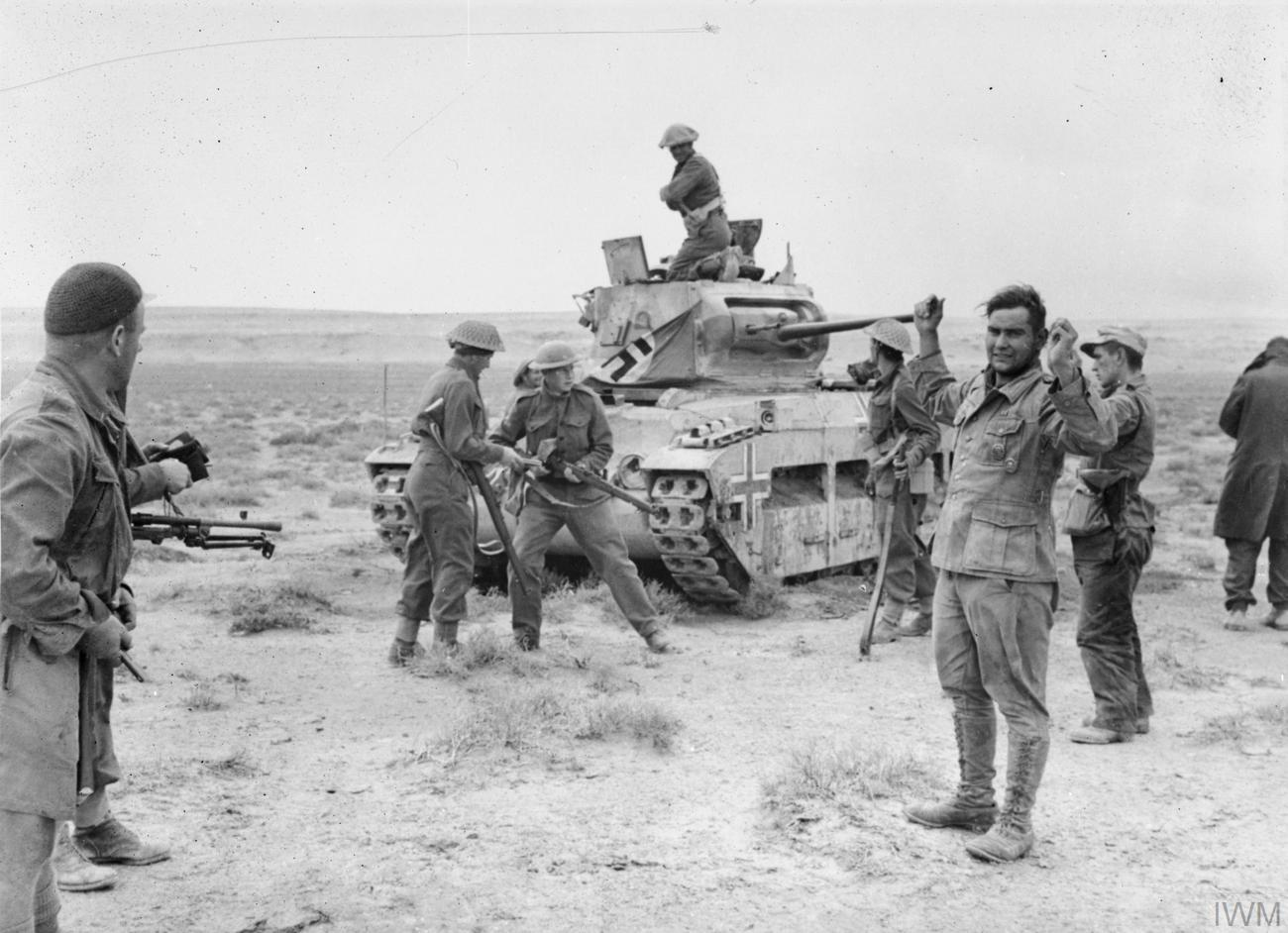
遭德軍俘獲後再被英軍虜回的一輛瑪蒂達二型坦克

### 英軍
1940年初，英國本土及駐守埃及的部份部隊均已開始裝備瑪蒂達二型坦克。
至於瑪蒂達二型坦克參與的第一場戰鬥，是1940年5月的法國戰役。第七皇家坦克團的23輛瑪蒂達二型坦克，在戰場上有不錯的表現。瑪蒂達二型坦克的設計證實比瑪蒂達一型坦克好多了：瑪蒂達二型的火力遠優於只有一挺機槍的一型，二型坦克的懸吊及行動系統也比較可靠。瑪蒂達二型坦克擁有在當時來講非常厚重的裝甲，能夠抵禦當時德軍最主要的反坦克炮PaK 36反坦克炮。
B1重型坦克及瑪蒂達二型坦克等厚裝甲坦克的出現，對前線德軍構成了壓力，也讓德軍意識到已有反坦克武器的不足。為此，德軍開始把現成的88毫米高射炮用於反坦克作戰，其優異的反坦克能力因而嶄露頭角。

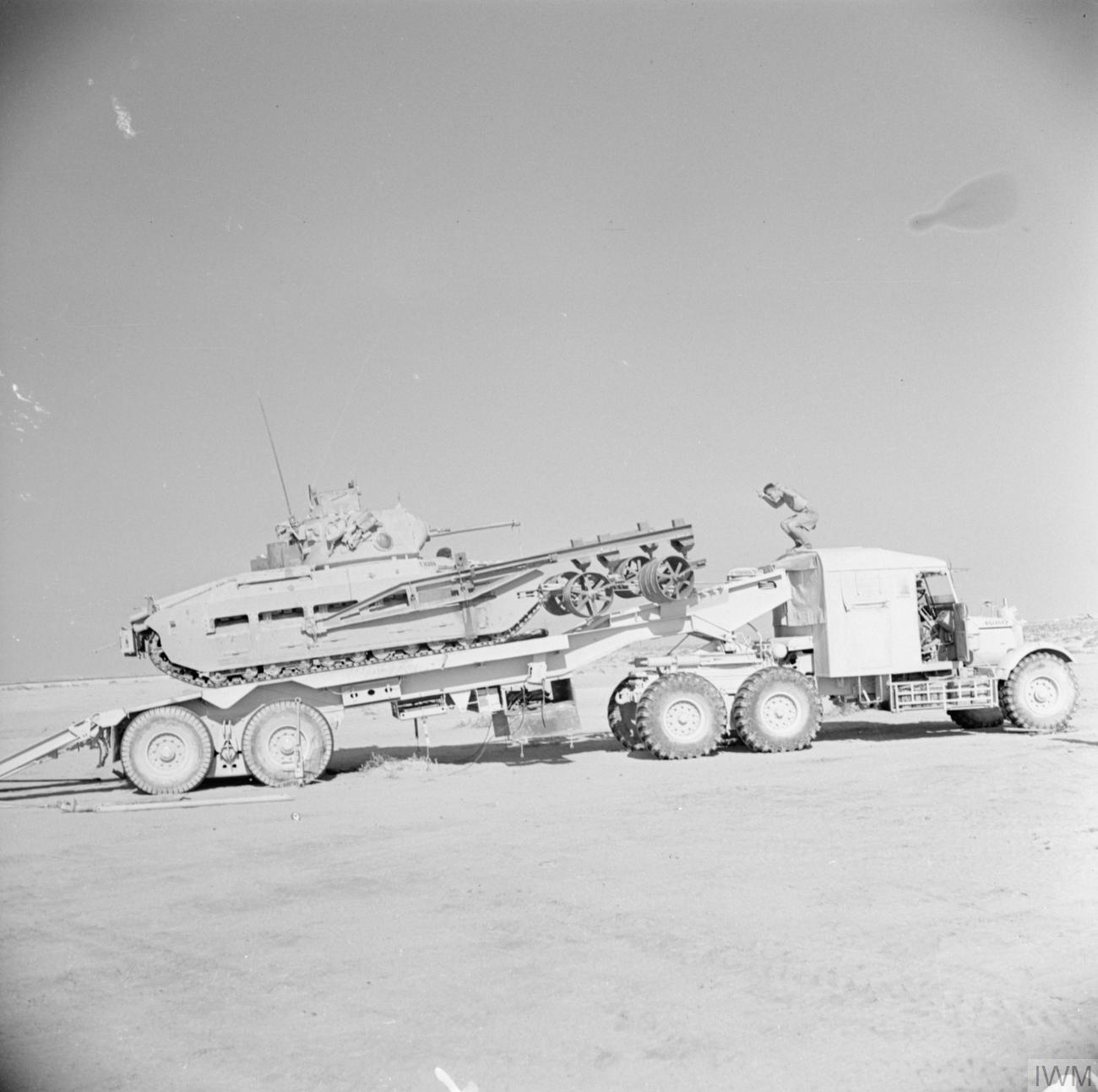
瑪蒂達二型坦克的運載車輛

埃及駐軍方面的瑪蒂達二型坦克經歷了大部份的北非戰役。北非戰役初期，瑪蒂達二型坦克於脆弱的意大利部隊陣前所向披靡。除非使用重型火炮，否則意軍幾乎無法利用現有武器擊毀瑪蒂達二型坦克。不過戰場上部份瑪蒂達二型即使被意軍100mm榴彈炮以高爆彈直接命中，也沒有嚴重的損傷 。

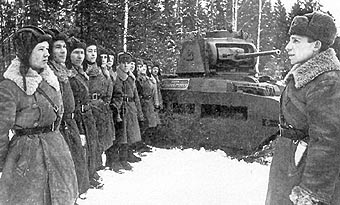
在蘇軍中服役的瑪蒂達二型坦克

但瑪蒂達二型坦克在德意志非洲军的88毫米高射炮的面前不堪一擊，往往還沒進入坦克炮的射程，就被88炮逐一擊毀。而且瑪蒂達二型坦克炮塔空間有限，改造能力有限，沒法換裝6磅炮以提升火力。大部份瑪蒂達二型坦克如同同期其他英軍坦克一樣，都裝備2磅炮（Close Support 近戰支援型例外）。2磅炮是一種優良的反坦克炮，但早期英軍嚴重缺乏供2磅炮使用的高爆彈。即使有，該高爆彈威力十分有限，遠不及M4謝爾曼的75mm炮。而作為步兵支援的步兵坦克最為重要的就是其火力，尤其是使用高爆彈時的火力。至於安裝3英寸榴彈炮的近戰支援（Close Support）型的高爆彈威力雖較2磅炮好，但仍不如M4謝爾曼；而且安裝3英寸榴彈炮後原本空間有限的炮塔就更加狹窄。瑪蒂達二型坦克很快就落後了，且在1942年中開始退役。不過坦克底盤仍然應用在其他方面。
如同其他北非戰役中的英軍坦克，一小部份的瑪蒂達二型坦克被德軍俘獲，在德軍中服役直到被擊毀或出現故障。這些俘獲的坦克對資源不足的德軍來講是戰力的補充。

### 蘇聯紅軍
1184輛瑪蒂達二型坦克因租借法案而提供給蘇聯。其中252輛在海上運輸時因德軍潛艇襲擊而損失。
蘇聯官方對瑪蒂達二型坦克等透過租借法案進口的西方坦克評價較差，認為進口的英國坦克遠遜俄國國產的T-34及KV-1。事實上俄國坦克兵對此型坦克的評價也僅為一般。不滿在於威力過小的主炮及易在東歐嚴冬中被冰雪及泥土凍結的懸吊系統。

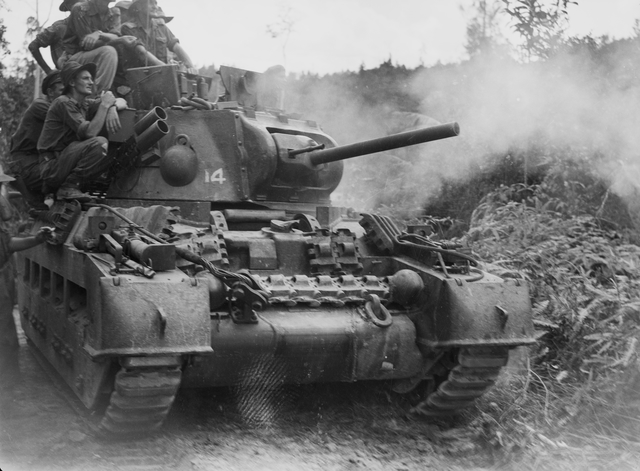
打拉根島上的瑪蒂達二型坦克，攝於1945年

即便性能一般，瑪蒂達二型坦克仍被將就使用，在蘇軍中長期服役作步兵支援用。部份瑪蒂達二型坦克裝上了蘇軍的76.2mm火炮以加強火力，不過火力依然有限。

### 太平洋戰爭
英聯邦部隊如澳大利亞軍，有裝備到一些瑪蒂達二型坦克。瑪蒂達二型坦克在太平洋戰爭中第一次有記錄的作戰，是1943年的休恩半島之戰。因為日軍極為缺乏有效的反坦克武器，所以瑪蒂達二型坦克如同同期的M4謝爾曼坦克一樣，成為日軍難纏的對手。除了數量有限的重型火炮外，步兵的自殺式襲擊成為比較常見及有一定效果的反擊方式。
至此，瑪蒂達二型坦克成為英軍唯一一款經歷整個二戰的坦克，從1940年5月的法國戰役到1945年結束的太平洋戰爭。

## 衍生車型
瑪蒂達二型坦克共6種型號（Mk I、Mk II、Mk III、Mk IV、Mk V和 Close Support型）。因為本身裝甲厚實，有可被改造的空間，另有多種改裝衍生車型。因各型號分別不大，在此主要介紹以瑪蒂達二型底盤改裝的車型。

### 男爵式 除雷車
安裝鏈擊式除雷裝置的實驗型除雷坦克。

### 蝎式 除雷車
安裝鏈擊式除雷裝置的除雷坦克，有在阿莱曼戰役使用（Battle of El Alamain），在德軍的地雷陣魔鬼花園中清理出安全通道。

### 河道防務燈
在新炮塔上安裝探照燈用於夜戰的支援車輛。為掩人耳目而起名為「河道防務燈」（Canal Defence Light）。

### 蛙式噴火坦克
澳大利亞軍在太平洋戰爭中改裝的噴火坦克。噴火器取代了原有的坦克炮，不過保留機槍。對付日軍防禦工事時效果良好。

### 刺猬式 自走迫擊砲
把海軍武器刺蝟砲安裝在瑪蒂達二型坦克上，以密集火力打擊日軍防禦工事。

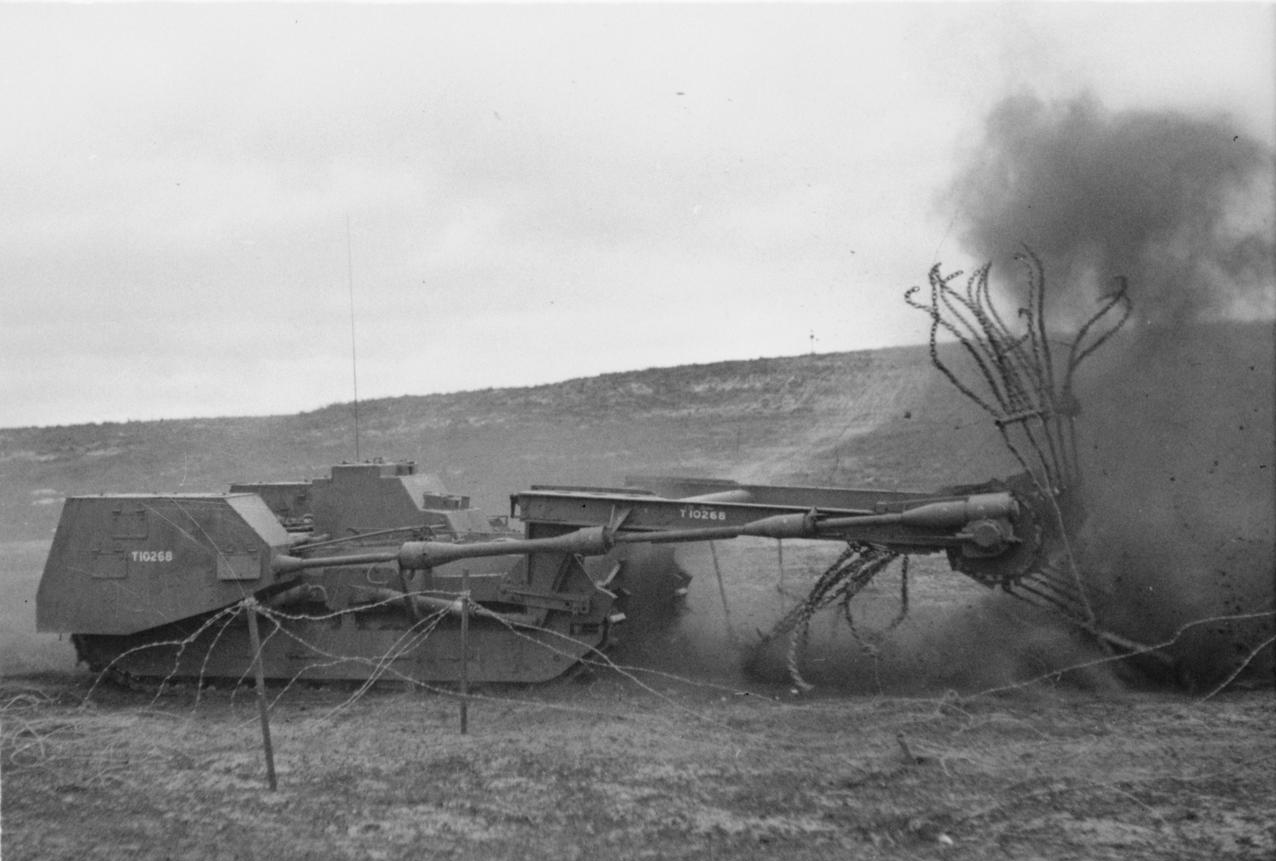
測試中的男爵式。
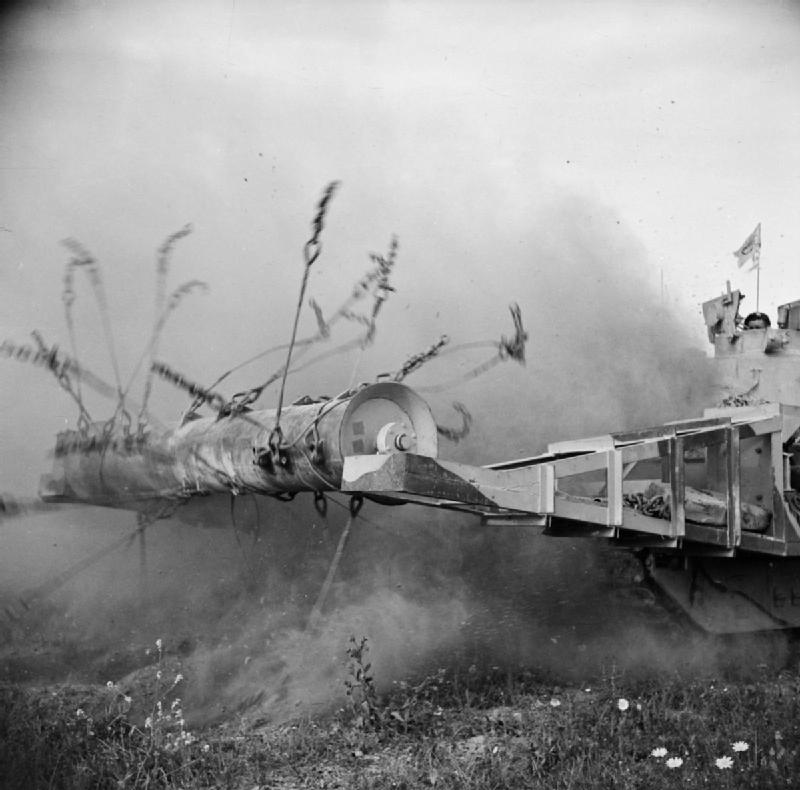
突尼斯戰場上的蝎式除雷車。
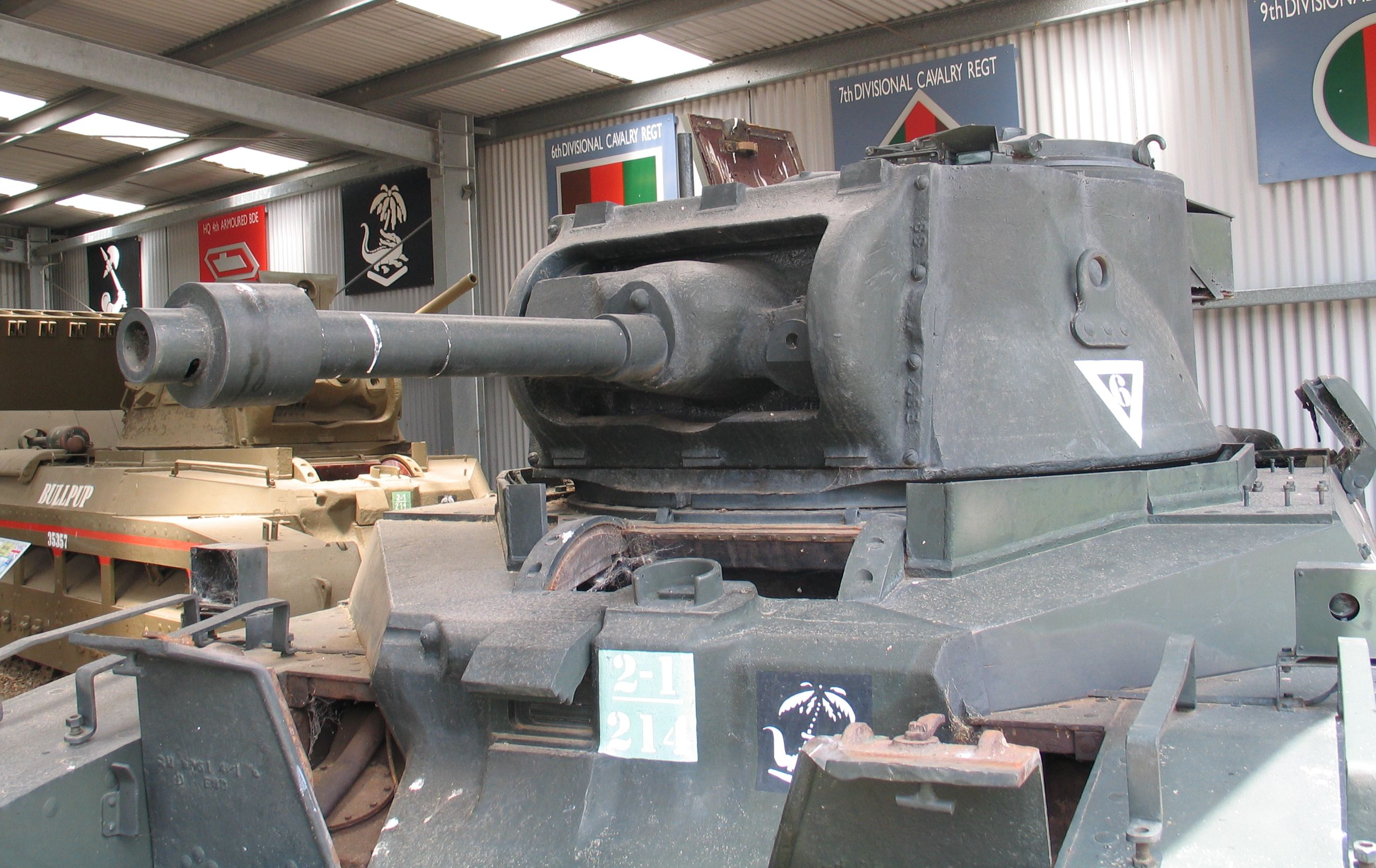
倖存的一輛蛙式噴火坦克。
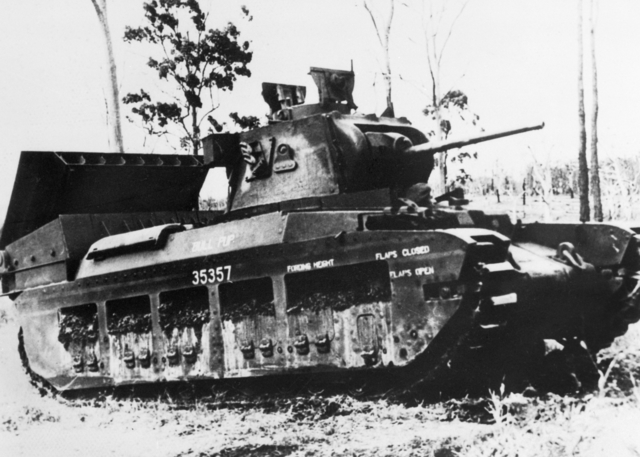
刺猬式自行火箭炮。
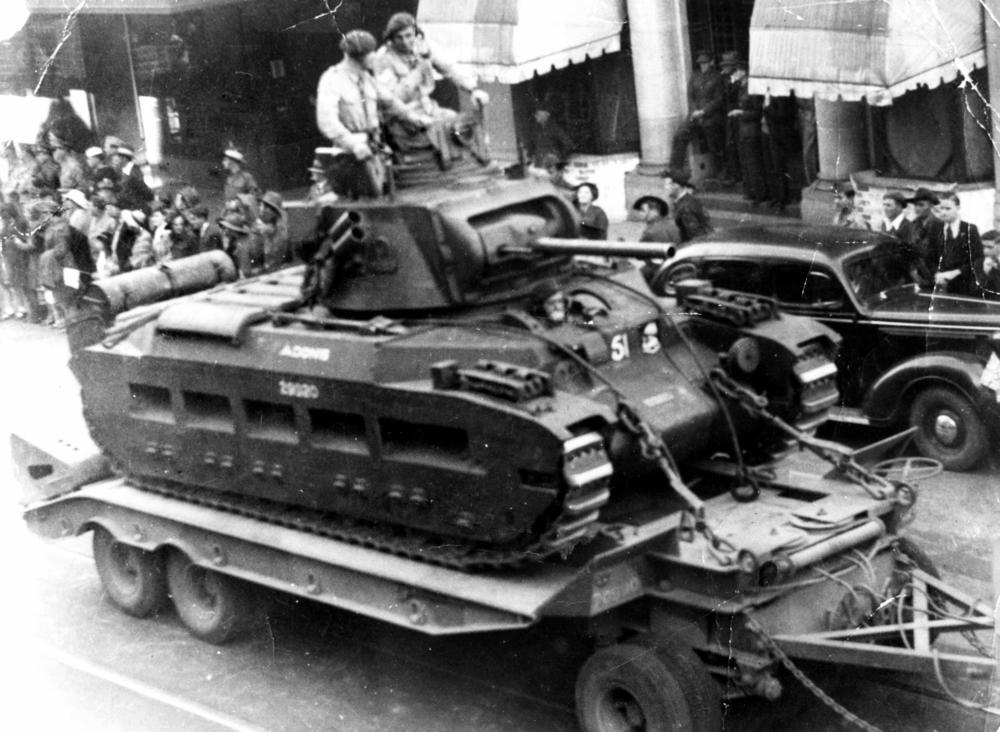
在布裡斯班街頭的一輛近戰支援型（Close Support）。

## 流行文化

### 電子遊戲
- 戰爭雷霆:作為蘇聯陣營使用
- 應徵入伍:作為盟軍付費小隊可購買

## 使用國
- 苏联
- 英国
- 納粹德國